# NGC 330
NGC 330 es un cúmulo abierto en la Pequeña Nube de Magallanes.  Se encuentra en la constelación de Tucana. Está a 182000 años luz de distancia en la Pequeña Nube de Magallanes. Fue descubierto el 1 de agosto de 1826 por James Dunlop.  Con una apertura de 31,0 segundos de arco, la magnitud aparente es de 9,60, presenta una extinción interestelar de 0,36 magnitudes. 
NGC 330 tiene unos 40 millones de años, y una gran proporción de estrellas Be.  Su masa estimada es de 54000 soles, y su luminosidad total es 893000 L ☉, tiene una dimensión aparente de 2.8 X 2.5 lo que da como resultado una relación masa-luminosidad de 0,06 M  / L ☉.  En igualdad de condiciones, los cúmulos estelares antiguos tienen relaciones masa-luminosidad altas; es decir, tienen luminosidades más bajas para la misma masa.  Tiene una ascensión recta de 00h 56m 17.6s , una declinación de -72° 24' 47".Se estima que el 34% de la población de estrellas masivas en NGC 330 , se encuentra en un sistema estelar binario cercano;  esto es menor que los cúmulos en la Gran Nube de Magallanes y la Vía Láctea, pero se desconoce si esto se debe a que NGC 330 es pobre en metales o es más antiguo que los cúmulos comparados. 